# Gheorghe Ursu
Gheorghe Emil Ursu (1. juli 1926 – 17. november 1985) var en rumænsk systemkritiker, uddannet ingeniør samt digter og  modstander af kommunistpartiet i Rumænien.